# Gaston Bonnier
Gaston Bonnier (París, 2 de gener de 1853 - 2 de gener de 1922), fou un botànic francès.

## Biografia
Bonnier participà com a voluntari en la Guerra francoprussiana el 1870. Estudià botànica a l'Escola normal superior de París de 1873 a 1876. Es llicencià el 1875 i es doctorà el 1879. El 1886 era director del laboratori de botànica i el 1887 professor de botànica a la facultat de Ciències de Paris fins a la seva mort. Participà en la fundació de la Revue générale de botanique, que dirigí fins a 1922. Fundà el 1889 un laboratori de biologia vegetal a Fontainebleau.
Va ser escollit membre de l'Académie des sciences francesa el 1897.
Com a investigador estava obert a nombroses vies de recerca tant en la sistemàtica com la biogeografia l'ecologia i la fisiologia vegetals. És conegut pels seus treballs en apicultura.

## Llista completa de les Flores
- Amb Georges de Layens (1834-1897) Nouvelle Flore. (P. Dupont, Paris, primera edició 1887, nombroses reedicions). L'obra permet la determinació de les plantes que creixen a la regió de París. Completada el 1906 per l'Album de la Nouvelle Flore représentant toutes les espèces de plantes photographiées directement d'après nature au cinquième de leur grandeur naturelle. 2028 fotografies, hi figuren totes les espècies dels voltants de París en un radi de 100 kilòmetres, i les espècies comunes en l'interior de França (Librairie générale de l'enseignement, Paris, 1906).
  - El Tome II. Nouvelle Flore des mousses et des hépatiques és signat per Charles Isidore Douin (1858-1944), (P. Dupont, Paris, 1895).
  - El Tome III. Nouvelle Flore des champignons és signat per Julien Noël Costantin (1857-1936) i Léon Marie Dufour (1862-1942), (P. Dupont, Paris, 1895).
  - El Tome IV. Nouvelle Flore des lichens, pour la détermination facile des espèces és signat per Alphonse Boistel (1836-1908), (P. Dupont, Paris, 1897).
- Petite flore contenant les plantes les plus communes ainsi que les plantes utiles et nuisibles (P. Dupont, Paris, 1896). Avui editat per Belin, sota el títol Petite Flore.
- Amb Georges de Layens Flore du Nord de la France et de la Belgique. (P. Dupont, Paris, 1887, nombroses reedicions). Avui editat per Belin, sota el títol de Nouvelle Flore du Nord de la France et de la Belgique.
- Amb Georges de Layens La Végétation de la France, 1 - Tableaux synoptiques des plantes vasculaires de la Flore de la France (P. Dupont, Paris, primera edició de 1894 amb 5289 figures, segona edició 1900 amb 5 291 figures). Versió digital de la Biblioteca Digital del Real Jardín Botánico Arxivat 2008-08-04 a Wayback Machine..
- Amb Georges de Layens La végétation de la France, Suisse et Belgique 1ère partie - Flore complète portative de la France et de la Suisse (comprenent també totes les espècies de Bèlgica, Alsàcia i Lorrena) (Librairie Générale de l'enseignement, Paris, première édition 1909 avec 5 338 figures, nombroses reedicions). En les edicions posteriors a 1929, aquesta obra ha ebut el títol de : La végétation de la France, Suisse et Belgique 1ère partie - Flore complète portative de la France, de la Suisse et de la Belgique. Avui editat per Belin sota el títol de Flore complète portative de la France, de la Suisse et de la Belgique. Versió digital de la Biblioteca Digital del Real Jardín Botánico Arxivat 2010-04-24 a Wayback Machine..
- La Végétation de la France, Suisse et Belgique, 2e Partie - Flore complète illustrée en couleurs de France, Suisse et Belgique (comprenent la major part de les espècies d'Europa) Paris, publicat en fascicles de 1912 a 1935 - nombroses reedicions. Avui editat per Belin en 5 volums, amb una nomenclatura posada al dia, sota el títol La Grande flore en couleurs de Gaston Bonnier) :
  - Planches 1 à 60 : 1912 ;
  - Planches 61 à 120 : 1913 ;
  - Planches 121 à 180 : 1914 ;
  - Planches 181 à 240 : 1921 ;
  - Planches 241 à 300 : 1922 ;
  - Planches 301 à 360 : 1923 ;
  - Planches 361 à 420 : 1924 ;
  - Planches 421 à 480 : 1926 ;
  - Planches 481 à 540 : 1927 ;
  - Planches 541 à 600 : 1929 ;
  - Planches 601 à 660 : 1931 ;
  - Planches 661 à 721 : 1934 ;
  - Table générale : 1935.